# Ron Flockhart
Ron Flockhart (Edinburgh, Škotska, 16. lipnja 1923. – Victoria, Australija, 12. travnja 1962.) je bivši britanski vozač automobilističkih utrka. U Formuli 1 je nastupao od 1954. do 1960., a najbolji rezultat mu je treće mjesto na VN Italije 1956. Dva puta je pobijedio na utrci 24 sata Le Mansa, 1956. s Ninianom Sandersonom i 1957. s Ivorom Buebom. Ostvario je ukupno 20 pobjeda od 1951. do 1961., među kojima je i Silver City Trophy, utrka Formule 1 koja se nije bodovala za prvenstvo 1959., u kojoj je Flockhart u BRM-u slavio ispred Jacka Brabhama u Cooper-Climaxu. Poginuo je u padu privatnog aviona VH-UWB 1962. u Australiji.

## Rezultati u Formuli 1
| Sezona | Momčad                                             | Šasija              | Motor                            | Utrke | Pobjede | Podiji | Bodovi | Plasman |
| ------ | -------------------------------------------------- | ------------------- | -------------------------------- | ----- | ------- | ------ | ------ | ------- |
| 1954.  | Prince Bira                                        | Maserati 250F       | Maserati 250F1 2.5 L6            | 1     | 0       | 0      | 0      | —       |
| 1956.  | Owen Racing Organisation Connaught Engineering     | BRM P25 Connaught B | BRM P25 2.5 L4 Alta GP 2.5 L4    | 2     | 0       | 1      | 4      | 14.     |
| 1957.  | Owen Racing Organisation                           | BRM P25             | BRM P25 2.5 L4                   | 2     | 0       | 0      | 0      | —       |
| 1958.  | R.R.C. Walker Racing Team Owen Racing Organisation | Cooper T43 BRM P25  | Climax FPF 2.0 L4 BRM P25 2.5 L4 | 2 (1) | 0       | 0      | 0      | —       |
| 1959.  | Owen Racing Organisation                           | BRM P25             | BRM P25 2.5 L4                   | 5     | 0       | 0      | 0      | —       |

## Pobjede

### 24 sata Le Mansa
| Godina | Momčadski kolega | Momčad        | Šasija        | Motor          | Klasa |
| ------ | ---------------- | ------------- | ------------- | -------------- | ----- |
| 1957.  | Ivor Bueb        | Ecurie Ecosse | Jaguar D-Type | Jaguar 3.8L S6 | S5.0  |

## Vanjske poveznice
- Ron Flockhart na racing-reference.info